# Грибоедова, Мария Сергеевна
Мария Сергеевна Грибоедова (в замужестве Дурново; 26 июня (7 июля) 1792 — 1856) — сестра Александра Сергеевича Грибоедова, в своё время известная арфистка и пианистка.

## Биография
Дочь отставного секунд-майора Сергея Ивановича Грибоедова (1761—1814) от его брака с Анастасией Фёдоровной Грибоедовой (1768—1839). Родилась в Москве, крещена 4 июля 1792 года в Спасо-Преображенской церкви на Песках, близ Арбата. Получила хорошее домашнее воспитание. 
Была ученицей профессора Фильда. «Часто в доме Грибоедовых (на Новинским) устраивались музыкальные кружки, — вспоминал князь В. О. Одоевский, — Мария Сергеевна превосходно играла и на фортепьяно и в особенности на арфе». Принимала участие в публичных благотворительных концертах в Москве. После смерти отца, получила родовое имение во Владимирской губернии по дарению от своего брата.
В 1827 году вышла замуж за поручика Алексея Михайловича Дурново (1792—ок. 1849), позже предводителя Тульского дворянства.
Жила в родовом имении мужа в селе Спасское. Дурново считался сильным скрипачом и вместе с женой играл активную роль в музыкальной жизни Тулы. 

## Отношения с А. С. Грибоедовым
В письме к Степану Бегичеву, Грибоедов писал: "Я враг крикливого пола, но две женщины не выходят у меня из головы: твоя жена и моя сестра". 
В 1824 году Грибоедов послал ей автограф стихотворения "Давид" при записке на французском языке: Chère Marie, j’ai passé une nuit de souffrances. Veuillez envoyer cette production de mon insomnie à Kuchelbekker. Pour le livre vous le renderez à qui il appartient - c’est une pauvreté ("Дорогая Мари, я провёл мучительную ночь. Пожалуйста, отправьте этот продукт бессонницы Кюхельбекеру. А по поводу книги, которую вы имеете, верните кому она принадлежит - это нечто жалкое"). 
В 1828 году Марья Сергеевна в письме сообщала брату о рождении сына Александра, просила взаймы 10 тыс. руб. и приглашала к себе вместе со Степаном Бегичевым. Они в июне (около 16-18 июня 1828 года) посетили её в селе Спасском, Чернского уезда Тульской губернии, о чем Грибоедов сообщал 24 июня 1828 года А. А. Жандру: "Она с мужем Бог знает в какой глуши, капусту садит, но чисто, опрятно, трудолюбиво и весело. Зять мой великий химик, садовник, музыкант, успешно детей делает и сахар из свеклы. Сашку я наконец всполоснул торжественно, по-христиански. Что за фигура: точно лягушка". 
В письме к С. Н. Бегичеву от 9 сентября 1825 года А.С. Грибоедов пишет: "Еще игра судьбы нестерпимая: весь век желаю где-нибудь найти уголок для уединения, и нет его для меня нигде. Приезжаю сюда (в Симферополь), никого не вижу, не знаю и знать не хочу. Это продолжалось не далее суток, потому ли что фортепьянная репутация моей сестры известна, или чутьем открыли, что я умею играть вальсы и кадрили; ворвались ко мне, осыпали приветствиями, и маленький городок сделался мне тошнее Петербурга". 
Устные рассказы М. С. Дурново о брате использованы отчасти в материалах к биографии Грибоедова, подготовленных Д. А. Смирновым.

## Горе от Ума
Мария Сергеевна раньше других знала о литературных замыслах Александра Сергеевича, о его писании первых актов комедии "Горе от ума". Он работал там, где придется, вспоминала Мария Сергеевна. Очень часто приходил писатель в комнату сестры. Комедия оставалась в то время еще тайной, не только для публики, но и для большинства знакомых. Но однажды М. Ю. Виельгорский, перебирая ноты на фортепиано Марии Сергеевны, нашел лист, потом другой, третий, написанные стихами и рукою Грибоедова. Мария Сергеевна хотела спрятать обнаруженные листки, но было уже поздно. Весть о новой комедии обежала Москву из уст известного в то время музыканта-любителя.
 
После смерти брата Мария Сергеевна Дурново вместе с вдовой драматурга, Н. А. Грибоедовой, стала душеприказчицей Александра Сергеевича Грибоедова. Об этом было объявлено в "Московских ведомостях" от 11 марта 1831 г.; по истечении годичного срока Чернский уездный суд «решительным определением своим 1832 г. августа 31-го числа согласно указов к оставшемуся по смерти прописанного статского советника Александра Сергеева сына Грибоедова денежному капиталу, хранящемуся в Санкт-Петербургском опекунском совете, законными наследниками утвердил жену умершего господина Грибоедова Нину Александровну и родную сестру поручицу Марью Сергеевну дочь Грибоедову по мужу Дурново и если осталась по смерти господина Грибоедова книга комедия Горе от ума, то оная принадлежит госпожам Дурново и Грибоедовой» 